# Hrobka Tomáše Garrigua Masaryka
Hrobka Tomáše Garrigua Masaryka je rodinná hrobka Masaryků, která se nachází na obecním hřbitově v Lánech. Památkově chráněna je od 10. srpna 2019 a 23. listopadu 2019 byla prohlášen za národní kulturní památku. Jedná se o zděnou stavbu, tedy o hrobku, jež zhotovila stavební firma ještě před smrtí prezidenta Masaryka.

## Historie
Místo posledního odpočinku prvního československého prezidenta bylo pečlivě vybíráno už léta předem a debaty o tom se účastnil i on sám. Už v roce 1930 začíná Masaryk s Josipem Plečnikem a Karlem Čapkem řešit, kam by měl být pohřben. Vzniká to z politické debaty, kterou začal vést třeba Antonín Švehla nebo František Udržal. Zaznívaly nejrůznější, často celkem obskurní návrhy, jako třeba, že vznikne mauzoleum pod Vladislavským sálem. Původně chtěl být pohřben na Olšanských hřbitovech, jelikož tam je pohřbený jeho první syn Herbert Masaryk, který zemřel v roce 1915. Chtěl mít prostý hrob pokrytý trávou. Postupně pak přistoupil na jinou myšlenku, a to že by mohl být pohřbený u letohrádku Hvězda, kam budou přeneseni popravení italští legionáři a on bude odpočívat v jejich kruhu.
V roce 1923 se uskutečnila druhá architektonická soutěž na Památník národního osvobození na Vítkově, který měl připomínat a byl by zasvěcen vzniku československého státu a hrdinům a činům legionářů v první světové válce. V prosinci 1933 byla vypsána soutěž na ideové náměty pro plastickou a malířskou výzdobu mauzolea a Slavnostní síně. Úkolem soutěžících bylo ztvárnit námět: „Účast prvního prezidenta v národní revoluci“. Toto zadání spolu se změnami v dispozici z července 1931 vedlo k závěru, že již tehdy zde byly učiněny kroky k uskutečnění utajovaného záměru. Ten byl zveřejněn až o čtyři roky později, a to že ve velkém sarkofágu měl by být poté uložen Tomáš Garrigue Masaryk. Horní část památníku a slavnostní síň měla sloužit pietním aktům a státním pohřbům. Spodní část byla navržena jako pohřebiště. Předpokládalo se zde umístění hrobů zakladatelů republiky a prezidenta Osvoboditele. To ale prezident odmítl, protože jedno prezidentovo přání bylo, aby byl uložen vedle své ženy, která byla pohřbena na lánském hřbitově. To se i nakonec stalo i když se Lány braly jen jako dočasné místo Masarykova posledního odpočinku. V srpnu 1938 byly slavnostně přivezeny do Prahy bloky černého gabrodioritu (syenitu) pro Velký sarkofág prezidenta Osvoboditele v Hlavní síni. 
Masaryk zemřel 14. září 1937 na zámku v Lánech a státní pohřeb se konal v úterý 21. září 1937 za zvuku Svatováclavského chorálu z Plečnikovy sloupové síně Pražského hradu a končil po více než devíti hodinách za modlitby „Otče náš“ uložením do hrobky na Lánském hřbitově. Do hrobky byla v předvečer jeho pohřbu uložena i jeho manželka Charlotta Garrigue-Masaryková, která zemřela 14 let před ním a do té doby spočívala na lánském hřbitově na jiném místě. Hrobka se nachází v severovýchodní části hřbitova při ohradní zdi. Hrobka je široce obdélná a má travou porostlý pás země, lemována po obvodu písčitými pěšinkami. Je obehnána nízkým dřevěným plaňkovým plotem. V čele hrobky na východě jsou do země zapuštěny čtyři nízké žulové jednoduché neprofilované kvádry s připevněnými bronzovými tabulkami se jmény a daty pohřbených. Po obou stranách vyrůstají dvě lípy.
Do hrobky byl později pohřben také syn Jan Masaryk, který tragicky zemřel 10. března 1948. V roce 1966 byly do hrobky přeneseny ostatky prezidentovy dcery Alice Masarykové.